# Wu Ming-yi
Wu Ming-yi (吳明益), né le 20 juin 1971 dans le comté de Taoyuan à Taïwan, est un écrivain et artiste taïwanais, professeur au département de littérature chinoise de l'Université nationale Dong Hwa.

## Biographie
Le 20 juin 1971, Wu Ming-yi est né à Taipei, Taïwan. Il est diplômé du département de communication de masse de l'université catholique Fu-Jen, section publicité, et a obtenu un doctorat en littérature chinoise à l'université nationale centrale.
Après avoir obtenu son doctorat, il a brièvement travaillé comme chercheur au Centre des sciences humaines et sociales de l'université nationale Chung Hsing. En 2000, Wu Ming-yi a rejoint le Collège des sciences humaines et sociales de l'université nationale Dong Hwa en tant que professeur assistant en langue et littérature chinoises. Entre 2010 et 2012, grâce à ses œuvres de création littéraire, il a été successivement promu professeur associé puis professeur titulaire.
Wu Ming-yi est actuellement professeur au département de littérature chinoise de l'Université nationale Dong Hwa, directeur exécutif de l'Association pour la sensibilisation écologique, et administrateur de la Fondation éducative et culturelle de la mer de Kuroshio. À l'Université nationale Dong Hwa, il enseigne des cours de création littéraire, d'images et de création, d'écriture sur la nature, et de création romanesque. Depuis 2013, il a créé la Bourse Kuroshio Mme Wu Zheng Xiu-yu en l'honneur de sa mère.
Wu s'est fait connaître par ses écrits et son engagement en faveur de l'environnement, et est considéré comme l'un des écrivains contemporains les plus représentatifs de Taïwan.
Trois de ses romans ont été traduits et publiés en français : Les Lignes de navigation du sommeil (You Feng, 2013), L’homme aux yeux à facettes (Stock, 2014) et Le Magicien sur la passerelle (L'Asiathèque, 2015). L’homme aux yeux à facettes a reçu le Prix Fiction 2014 du Livre Insulaire, attribué lors du Salon International du Livre Insulaire d’Ouessant.

## Œuvres littéraires publiées à Taïwan
- Fermé pour les vacances（《本日公休》，九歌，1997）
- Chroniques de papillons égarés（《迷蝶誌》，麥田出版，2000；［再版］，夏日出版社，2010）
- Maître-Tigre （《虎爺》，九歌，2003）
- Le Tao des papillons（《蝶道》，二魚文化，2003；［修訂版］《蝶道》，二魚文化，2010）
- Les Lignes de navigation du sommeil（《睡眠的航線》，二魚文化，2007）
- Tant d’eau si près de la maison（《家離水邊那麼近》，二魚文化，2007）
- L’Homme aux yeux à facettes（《複眼人》，夏日，2011）
- Le Magicien sur la passerelle（《天橋上的魔術師》，夏日，2011）
- Lumière flottante（《浮光》，新經典文化，2014）
- Le Voleur de bicyclette（《單車失竊記》，麥田出版，2015）

## Œuvres littéraires traduites et publiées en France
- Les Lignes de navigation du sommeil, trad. par Gwennaël Gaffric, You Feng, 2013
- L’Homme aux yeux à facettes, trad. par G. Gaffric, Stock, 2014
- Le Magicien sur la passerelle (nouvelle), trad. par G. Gaffric, Jentayu, 2015